# Lahomšek
Lahomšek ali lahomšek je naselje v Občini Laško.